# Eurynotiformes
Gli eurinotiformi (Eurynotiformes) sono un gruppo di pesci ossei estinti, appartenenti agli attinotterigi. Vissero tra il Carbonifero inferiore e il Permiano superiore (348 -  260 milioni di anni fa) e i loro resti fossili sono stati ritrovati in Europa e Nordamerica.

## Descrizione
Questi pesci possedevano un corpo compatto e relativamente corto, piuttosto compresso lateralmente oppure fusiforme; in alcune forme queste caratteristiche erano molto spinte e il corpo era eccezionalmente alto (ad esempio Chirodus). Gli eurinotiformi erano caratterizzati da un rivestimento di scaglie alte e rettangolari lungo i fianchi. Le pinne dorsale e anale erano piuttosto arretrate. L'osso dentale era privo di denti, mentre la dentatura della mascella era oscurata lateralmente da un osso dermico; erano presenti piastre palatali e mandibolari, dotate di denticoli. La mascella era dotata di una porzione posteriore espansa e di un ramo anteriore spesso, mentre la mandibola era robusta e con una sinfisi appuntita; il muso era smussato. Le scaglie che correvano lungo la linea mediana del dorso erano prominenti e acuminate, e decorrevano dal cranio fino all'origine della pinna dorsale; i fulcri basali erano appuntiti. In tutti i generi noti, almeno una parte delle ossa mascellari e mandibolari erano ricoperte da ganoina.

## Classificazione
L'ordine Eurynotiformes venne definito nel 2013 da Sallan e Coates, per includere una serie di pesci tipici del Carbonifero. Si svilupparono all'inizio del Carbonifero, con generi di piccole dimensioni e dal corpo relativamente basso (come Fouldenia, Proteurynotus e Paramesolepis) per poi diversificarsi nel corso dello stesso periodo in una serie di generi di forme e dimensioni diversificate; si riconoscono due famiglie principali, gli Amphicentridae (come Eurynotus e Amphicentrum o Chirodus) dal corpo eccezionalmente alto, e gli Styracopteridae (come Styracopterus e Benedenius), derivati da Fouldenia e dotati di un corpo massiccio e fusiforme e dal lobo superiore della coda allungato. Gli ultimi eurinotiformi (appartenenti ai generi Chirodus ed Eurynotus) risalgono al Permiano. 
Inizialmente i membri della famiglia Amphicentridae erano attribuiti al gruppo dei platisomoidi; solo lo studio di Sallan e Coates nel 2013 ha messo in luce alcune caratteristiche comuni con gli Styracopteridae (tra cui la dentatura di tipo durofago, la presenza di piastre dentarie e di ganoina sulle mascelle e le mandibole); ciò implica che pesci ossei dal corpo alto e profondo si evolvettero più volte nel corso del Carbonifero inferiore. Le serie di crescita osservate negli stiracotteridi mostrano che il corpo diveniva più profondo con la maturazione dell'animale, rispecchiando la condizione osservata anche in Eurynotus e Chirodus. 
Di seguito è mostrato un cladogramma tratto da http://www.helsinki.fi/~mhaaramo/metazoa/deuterostoma/chordata/actinopterygii/actinopterygii.html: 
```
* †
Eurynotiformes
 Sallan & Coates, 2013
      |--* †
Mesolepis
 Young, 1866 Miss. Penn. Eu.
      |  `-- †
M. scalaris
 Young, 1866
      |  `-- †
M. wardi
 Young, 1866
      |-- †
Paramesolepis rhombus
 Moy-Thomas & Bradley Dyne, 1938 Miss. Eu.
      |-- †
Wardichthys cyclosoma
 Traquair, 1875
      |-- †
Proteurynotus
 Moy-Thomas & Bradley Dyne, 1938; Miss. Eu. 
      |--* †
Amphicentridae

      |  |--* †
Amphicentrum
 Young, 1866
      |  |  |-- †
A. granulosum
 Young, 1866       
      |  |  |-- †
A. crassum
 (Traquair, 1890)
      |  |  `-- †
A. orbiculare

      |  |-- †
Cheirodopsis geitziei
 Traquair, 1881; Miss. Eu.
      |  `-- †
Eurynotus crenatus
 Agassiz, 1833-1844  Miss.-Penn. Eu. NAm. Penn. NAs. ?M.Trias. SAm.
      `--* †
Styracopteridae
 Moy-Thomas, 1937 
         |-- †
Benedenius deneensis
 Traquair, 1878 Miss. Eu.
         |-- †
Fouldenia ischiptera
 (Traquair, 1881) White, 1927; Miss. Eu.
         `-- †
Styracopterus fulcratus
 (Traquair, 1881) Traquair, 1890
```